# Премия имени Г. С. Мосина

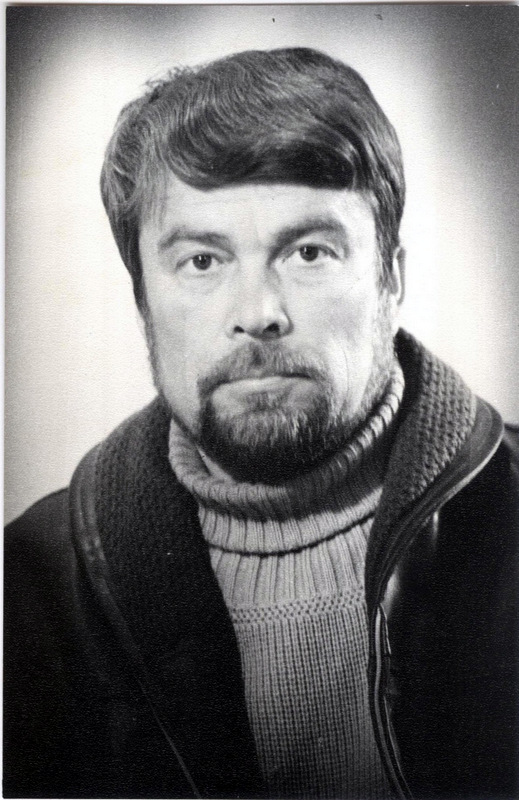
Геннадий Сидорович Мосин. 1968 год.

Премия имени Г. С. Мосина — ежегодная российская премия в области изобразительного искусства имени Заслуженного художника РСФСР Геннадия Сидоровича Мосина (1930 — 1982).

## История
Премия в области изобразительного искусства имени Заслуженного художника РСФСР Геннадия Сидоровича Мосина, учреждена в 1990 году несуществующей ныне екатеринбургской художественной галереей «Эстер».
C 2002 года, после смерти руководителя «Эстер»  Леонида Некрасова, учредителями премии являются Общественный фонд «Екатеринбургский творческий союз деятелей культуры» и Министерство культуры Свердловской области. В 2008 году к учредителям добавилась «Ассоциация творческих союзов Урала», в которую входят местные отделения Союзов кинематографистов и художников.
Премия вручается ежегодно 26 января, в день рождения Геннадия Сидоровича Мосина, одному деятелю в области изобразительного искусства за наибольший вклад в развитие художественного творчества на Урале. Каждое присуждение премии проходит на фоне выставки очередного лауреата. Имя лауреата утверждается после согласования с Министерством культуры.
C 1991 года по 2001 год, помимо денежной премии и диплома, лауреаты получали уменьшенную копию скульптуры Эрнста Неизвестного «Проходящий сквозь стену», а с 2001 года мемориальную медаль с портретом Геннадия Мосина, работы екатеринбургского скульптора Андрея Антонова.
Премия имени Г. С. Мосина является самой престижной региональной творческой премией Урала.

## Лауреаты премии
- 1991 — Миша Брусиловский (Екатеринбург)[6]
- 1992 — Валентин Качалов (Челябинск)[7]
- 1993 — Симонов, Игорь Иванович (Екатеринбург)[7][8]
- 1994 — Александр Алексеев (Свинкин) (Екатеринбург)[7]
- 1995 — Виталий Волович (Екатеринбург)[9]
- 1996 — Герман Метелёв (Екатеринбург)[10]
- 1997 — Андрей Антонов (Екатеринбург)[11]
- 1998 —  Вардкес Авакян (Челябинск)[7]
- 1999 — не присуждалась
- 2000 — Андрей Чернышов (Екатеринбург)[7][12]
- 2001 — Михаил Назаров (Уфа)[13]
- 2002 — Константин Фокин (Челябинск)[14]
- 2003 — Анатолий Калашников (Екатеринбург)[15]
- 2004 — Виктор Реутов (Екатеринбург)[16]
- 2005 — Владимир Наседкин (Москва)[17]
- 2006 — Валерий Карпов (Ирбит)[18]
- 2007 — Вениамин Степанов (Екатеринбург)[19]
- 2008 — Анатолий Шубин (Екатеринбург)[20]
- 2009 — Ольга Орешко (Екатеринбург)[21]